# لارس لوكه راسموسن
لارس لوكه راسموسن (بالدنماركية: Lars Løkke Rasmussen)؛ (مواليد 15 مايو 1964)، رئيس وزراء الدنمارك منذ 5 أبريل 2009 إلى 3 أكتوبر من سنة 2011 وأيضاً منذ 28 يونيو 2015 إلى 27 يونيو 2019. كان وزيراً للداخلية والصحة في الفترة الممتدة ما بين عام 2001 إلى عام 2007 ومن ثم شغل منصب وزير المالية من عام 2007 إلى عام 2009.

## روابط خارجية
- لارس لوكه راسموسن على موقع الموسوعة البريطانية (الإنجليزية)
- لارس لوكه راسموسن على موقع مونزينجر (الألمانية)
- لارس لوكه راسموسن على موقع إن إن دي بي (الإنجليزية)